# Национална олимпиада по география
Националната олимпиада по география е ученическа олимпиада в 2 възрастови групи: младша (до 7-и клас) и старша (до 12-и клас). Участници в международни състезания са само представители на старшата възраст. Организатор на олимпиадата е Министерството на образованието и науката. Олимпиадата се провежда всяка година като преминава през общински, областни и национални кръгове. Олимпиадата е приемник на Националното състезание по география.

## Състезания в България

### 2003 – 2004
- 2003 – Първото Национално състезание по география се провежда в София и е спечелено от представителя на Стара Загора Димитър Желев. Второ място е за Павел Нанков от София, трето за Павлин Николов от Добрич.
- 2004 – Второто Национално състезание по география се провежда в София и победител е Ивац Георгиев от София, а втори остава Димитър Желев от Стара Загора, трети е Павел Нанков от София.

### 2005 – 2012
- 2005 – През 2005 година Националното състезание по география получава статут на Национална олимпиада по география от министъра на образованието и науката. Състезанието се провежда в Ямбол. Олимпидата печели Павел Нанков, втори остава Ивац Георгиев.
- 2006 – На 29 и 30 април 2006 в София се провежда Втората Национална олимпиада по география. Първо място заема Благой Георгиев от Пловдив, втори е Павел Вълчев от Габрово, а трети е Виктор Чаушев от София.
- 2007 – На 28 и 29 април се провежда финалния кръг във Велико Търново. На първо място завършва Иван Ганев от Велико Търново, на второ Константин Иванов от София, а на трето Илиян Караджов от Стара Загора.
- 2008 – На 9,10 и 11 май се провежда IV национална олимпиада по география в Кърджали. На първо място в младша възрастова група (VI-VII клас) се класира Йоан Митов от Бургас, на второ – Емилян Минков от София, на трето – Недко Недков от Елин Пелин, на четвърто – Стефан Пелев от Русе. В старша възрастова група (VIII-XII клас) първо място заема Коста Шатров от Бургас, второ – Марин Бакърджиев от Казанлък, а трето – Младен Бербатов от София.
- 2009 – От 10 до 12 април V национална олимпиада по география и икономика се провежда в Несебър. В старша възрастова група на първо място завършва Коста Шатров от Бургас, на второ – Илия Тамбураджиев от София, на трето – Панайот Костов от Казанлък, на четвърто – Коста Кючуков от Попинци, на пето – Преслава Пенева от Попово, на шесто – Илия Димитров от София, а на седмо – Марин Бакърджиев от Казанлък. На първо място в младша възрастова група се класира Никола Джаков от Русе, на второ – Габриела Хинкова от София, а на трето – Даниел Господинов от Димитровград.
- 2010 – От 23 до 25 април се провежда VI национална олимпиада по география и икономика в Сливен. В младша възраст победител е Даниел Господинов от Димитровград, втори е Апостол Савов от Плевен, трети – Пламен Ангелов от Добрич. В старша възраст първи е Коста Шатров от Бургас, втори е Илия Димитров от София, трети – Владимир Самуилов от Крумовград, четвърти – Владимир Венков от Велико Търново, пети – Илия Тамбураджиев от София, шести – Коста Кючуков – Попинци, седмо – Марин Стефанов Бакърджиев – Стара Загора
- 2011 – От 15 до 17 април се провежда VІІ национална олимпиада по география и икономика в Благоевград.[1]
- 2012 – От 4 до 6 май се провежда VІІІ национална олимпиада по география и икономика в Плевен.

### Учебна 2012-2014
2013 – От 26 до 28 април се провежда ІХ национална олимпиада по география и икономика в Русе.
| Място | Име                           | Училище                        | Област      | Клас | Точки |
| ----- | ----------------------------- | ------------------------------ | ----------- | ---- | ----- |
| 1     | Димитър Павлов Янакиев        | 164. ГПИЕ „Мигел де Сервантес“ | София-град  | VII  | 347   |
| 2     | Тони Миленов Димитров         | ОУ „Братя Миладинови“          | Бургас      | VII  | 341   |
| 3     | Ивайло Емилов Стоянов         | ПМГ „Екзарх Антим I“           | Видин       | VII  | 330   |
| 4     | Мартин Николаев Манов         | III ОУ „Димитър Талев“         | Благоевград | VII  | 321   |
| 5     | Васил Дамянов Петров          | СОУПНЕ „Фридрих Шилер“         | Русе        | VII  | 314   |
| 6     | Красимир Красимиров Райковски | СОУ „Васил Левски“             | Ловеч       | VII  | 279   |
| 7     | Никола Василев Стойчев        | СОУ „П. К. Яворов“             | Сливен      | VII  | 268   |
|       |                               |                                |             |      |       |
| 1     | Борислав Ивайлов Дочев        | НПМГ „Акад. Любомир Чакалов“   | София-град  | X    | 325,5 |
| 2     | Даниел Вълков Господинов      | ПМГ „Иван Вазов“               | Хасково     | IX   | 312   |
| 3     | Кирил Яворов Александров      | НПМГ „Акад. Любомир Чакалов“   | София-град  | X    | 304   |
| 3     | Кристиан Йорданов Йорданов    | Първа езикова гимназия         | Варна       | IX   | 304   |
| 4     | Иван Борисов Борисов          | ГЧЕ „Екзарх Йосиф I“           | Ловеч       | IX   | 296   |
| 5     | Николай Веселинов Параскевов  | НГХНИ „К. Преславски“          | Варна       | IX   | 281   |
| 6     | Митко Димитров Стайков        | ПМГ „Акад. Никола Обрешков“    | Бургас      | X    | 275   |
|       |                               |                                |             |      |       |
| 1     | Недко Стоянов Недков          | НПМГ „Акад. Любомир Чакалов“   | София-град  | XII  | 329   |
| 2     | Васил Василев Колчев          | НПМГ „Акад. Любомир Чакалов“   | София-град  | XI   | 321   |
| 3     | Ивайло Георгиев Димитров      | ПМГ „Акад. С. П. Корольов“     | Благоевград | XI   | 307   |
| 4     | Петър Стоянов Минков          | МГ „Атанас Радев“              | Ямбол       | XII  | 288   |
| 5     | Йоан Ивайлов Митов            | ГПАЕ „Гео Милев“               | Бургас      | XII  | 287   |
| 6     | Светлана Петрова Страхилова   | СОУ „Анастасия Димитрова“      | Плевен      | XII  | 284   |
| 7     | Александър Христов Топалов    | ЕГ „Йоан Екзарх“               | Враца       | XI   | 276   |
| 8     | Калин Кръстев Сейменов        | МГ „Константин Величков“       | Пазарджик   | XI   | 271,5 |

### Учебна 2013-2014
2014 – От 25 до 27 април се провежда Х национална олимпиада по география и икономика в Ямбол.
| Място | Име                        | Училище                                    | Област       | Клас | Точки |
| ----- | -------------------------- | ------------------------------------------ | ------------ | ---- | ----- |
| 1     | Михаела Николова Димитрова | ОУ „Братя Миладинови“                      | Бургас       | VII  | 274   |
| 2     | Виктор Иванов Бозев        | 30 СОУ „Братя Миладинови“                  | София-град   | VII  | 264   |
| 3     | Мартин Емилов Пантов       | 45 СОУ 'Константин Величков"               | София-град   | VII  | 263   |
| 4     | Таня Веселинова Зайкова    | ОУ „Св. св. Кирил и Методий“, с. Калековец | Пловдив      | VII  | 259   |
| 5     | Никола Петров Липчев       | ОУ „Братя Миладинови“                      | Бургас       | VII  | 255   |
| 6     | Мурад Гюрселов Федаилов    | СОУ 'Васил Левски"                         | Русе         | VII  | 249   |
| 7     | Виктор Димитров Чорбаджиев | МГ „Баба Тонка“                            | Русе         | VII  | 222   |
|       |                            |                                            |              |      |       |
| 1     | Даниел Вълков Господинов   | ПМГ „Иван Вазов“, град Димитровград        | Хасково      | IX   | 307   |
| 2     | Кристиан Йорданов Йорданов | Първа езикова гимназия                     | Варна        | X    | 278   |
| 3     | Калин Ангелов Димитров     | ПГ „Константин Фотинов“, град Самоков      | София-област | IX   | 272   |
| 4     | Йохан Валериев Панев       | Гимназия „Христо Ботев“, град Дупница      | Кюстендил    | IX   | 271   |
| 5     | Микаела Кирилова Цветкова  | НПМГ „Акад. Любомир Чакалов“               | София-град   | X    | 249   |
|       |                            |                                            |              |      |       |
| 1     | Борислав Ивайлов Дочев     | НПМГ „Акад. Любомир Чакалов“               | София-град   | XI   | 264   |
| 2     | Димитър Димитров Димитров  | ГПНЕ „Гьоте“                               | Бургас       | XI   | 261   |

### Учебна 2014-2015
2015 – От 1 до 3 май се провежда ХІ национална олимпиада по география и икономика във Враца. Информация за класирането: сайт на МОН – www.mon.bg
| Място | Име                             | Училище                               | Област       | Клас | Точки |
| ----- | ------------------------------- | ------------------------------------- | ------------ | ---- | ----- |
| 1     | Снежана Тодорова Стоянова       | ОУ „Христо Ботев“                     | Добрич       | VII  | 339   |
| 2     | Матей Костадинов Петков         | 107 ОУ „Хан Крум“                     | София-град   | VII  | 321   |
| 3     | Димитър Костов Лефтеров         | ОУ „Братя Миладинови“                 | Бургас       | VII  | 318   |
| 4     | Деляна Ранкова Райкова          | ОУ „Любен Каравелов“                  | Ямбол        | VII  | 316   |
| 5     | Симеон Руменов Тодоров          | ОУ „П.Р.Славейков“                    | Варна        | VII  | 314   |
| 6     | Христо Христов Минев            | СОУ 'Иван Вазов"                      | Плевен       | VII  | 304   |
| 7     | Михаела Владимирова Владимирова | 45 ОУ „Константин Величков“           | София-град   | VII  | 298   |
|       |                                 |                                       |              |      |       |
| 1     | Красимир Красимиров Райковски   | СОУ „Васил Левски“, град Троян        | Ловеч        | IX   | 333   |
| 2     | Борислав Красимиров Борисов     | ПМГ „Акад. проф. д-р Асен Златаров“   | София-град   | IX   | 315   |
| 3     | Димитър Павлов Янакиев          | 164 ГПИЕ „Мигел де Сервантес“         | София-град   | IX   | 304   |
| 4     | Ивайло Емилов Стоянов           | ПМГ „Екзарх Антим I“                  | Видин        | IX   | 298   |
| 5     | Петър Атанасов Цонев            | ЕГ „Гео Милев“                        | Добрич       | VIII | 287   |
| 6     | Мартин Николаев Манов           | ПМГ „Акад. С. П. Корольов“            | Благоевград  | IX   | 285   |
| 7     | Калина Добромирова Анастасова   | МГ „Д-р Петър Берон“                  | Варна        | IX   | 257   |
|       |                                 |                                       |              |      |       |
| 1     | Даниел Вълков Господинов        | ПМГ „Иван Вазов“, град Димитровград   | Хасково      | XI   | 323   |
| 2     | Калин Ангелов Димитров          | ПГ „Константин Фотинов“, град Самоков | София-област | XI   | 312   |
| 3     | Иван Борисов Борисов            | ГЧЕ „Екзарх Йосиф I“                  | Ловеч        | XI   | 297,5 |
| 4     | Борис Росенов Кирилов           | НГДЕК „Константин-Кирил Философ“      | София-град   | X    | 295   |
| 5     | Кристиан Йорданов Йорданов      | Първа езикова гимназия                | Варна        | XI   | 290   |
| 6     | Борислав Ивайлов Дочев          | НПМГ „Акад. Любомир Чакалов“          | София-град   | XII  | 268   |
| 7     | Митко Димитров Стайков          | ПМГ „Акад. Никола Обрешков“           | Бургас       | XII  | 254   |

## Международно представяне
- 2003 – Първите трима в класирането на Националното състезание по география за тази година (Димитър Желев, Павел Нанков, Павлин Николов) представят България на Световното първенство по география за ученици, организирано от американското списание National Geographic в Тампа, Флорида, САЩ. Макар и дебютант, отборът заема почетното пето място след отборите на САЩ, Германия, Франция и Русия.
- 2004 – Първите четирима от Националното състезание по география за тази година (Ивац Георгиев, Димитър Желев, Павел Нанков, Павел Вълчев) представят България на Световна учениническа олимпиада, организирана от Световната географска асоциация в град Гдиня, Република Полша. На състезанието Павел Нанков печели сребърен медал в индивидуалната надпревара.
- 2005 – Нито един от класиралите се на финалите не отговаря на възрастовите изисквания. Направен е допълнителен кръг, при който се определя отбор (Николай Андонов, Стилян Гребеничарски и Цветелина Янчева) за първенството на National Geographic в Будапеща, Унгария. Отборът заема едно от последните места.
- 2006 – След проведен допълнителен кръг по английски език се сформира отбор от 4 души (Благой Георгиев, Виктор Чаушев, Ивац Георгиев и Васил Стоицев). Българският отбор участва на Световна учениническа олимпиада, организирана от Световната географска асоциация в град Брисбейн, Австралия. Васил Стоицев печели бронзов медал.
- 2007 – Отборът на България зае престижното 4-то място на първенството на National Geographic в Сан Диего, Калифорния, САЩ, след представителите на домакините от Северна Америка – САЩ, Канада и Мексико. Капитан на отбора е Коста Шатров от Бургас, а другите двама участници в националния отбор са Марин Бакърджиев от Казанлък и Младен Бербатов от София.
- 2009 – Българският национален отбор се класира на 8-о място на шампионата на National Geographic в Мексико сити, Мексико. В състава на отбора са Ивайло Тотев от Габрово (капитан), Илия Димитров от София и Петър Пенев от Велико Търново.
- 2010 – След проведен допълнителен кръг по английски език се сформира отбор от 4 души (Коста Шатров от Бургас, Марин Бакърджиев от Казанлък, Владимир Венков от Велико Търново и Илия Тамбураджиев от София). Българският отбор участва на Световна учениническа олимпиада, организирана от Световната географска асоциация в град Тайпе, Тайван. Едва 0,3 десети не достигат на Коста Шатров за бронзов медал.
- 2011 – Българският национален отбор се класира на предпоследното 16-о място на шампионата на National Geographic в Сан Франциско, САЩ. В състава на отбора са Ивайло Димитров от Кресна, Фахредин Фахредин от Разград и Николай Николов от Кърджали.
- 2012 Няма информация от Министерството на образованието.
- 2013 Няма информация от Министерството на образованието.
- 2014 – След проведен допълнителен кръг по английски език се сформира отбор от 4 души (Михаела Цветкова от Монтана – учаща в НПМГ София, Калин Димитров от Самоков, Даниел Господинов от Димитровград и Димитър Димитров от Бургас). След като обаче Михаела Цветкова се отказва от участие, на нейно място идва друг ученик от НПМГ – Борислав Дочев. Българският отбор участва на Световната учениническа олимпиада, организирана от Световната географска асоциация в град Краков, Полша. Не е спечелен нито един медал.
- 2015 – След проведен допълнителен кръг по английски език се сформира отбор от 4 души (Калина Анастасова от Варна, Даниел Господинов от Димитровград, Борис Кирилов от Дупница – учащ в НГДЕК София, и Ивайло Стоянов от Видин). Българският отбор участва на Световната учениническа олимпиада, организирана от Световната географска асоциация в град Твер, Русия. Няколко десети не достигат на Ивайло Стоянов за бронзов медал.
- 2016 – След проведен допълнителен кръг по английски език в нов формат се сформира отбор от 4 души (Кристиан Йорданов от Варна, Апостол Савов от Плевен, Велизар Бъчваров от Пловдив и Борислав Борисов от София – учащ в ППМГ Ботевград). По-късно Кристиан Йорданов се отказва от участие и на негово място се явява Ваня Стойчева от Силистра. Българският отбор участва на Световната учениническа олимпиада, организирана от Световната географска асоциация в град Пекин, Китай. Спечелени са два бронзови медала – от Велизар Бъчваров и Апостол Савов.
- 2017 – След проведен допълнителен кръг по английски език се сформира отбор от 4 души (Велизар Бъчваров от Пловдив, Михаил Михайлов от Варна, Светослав Йорданов от Шумен и Димитър Петров от Добрич). Българският отбор участва на Световната учениническа олимпиада, организирана от Световната географска асоциация в град Белград, Сърбия. Никой не успява да спечели медал.
- 2018 – След проведен допълнителен кръг по английски език се сформира отбор от 4 души (Калина Анастасова и Дилян Пенев от Варна, Борислав Борисов от София - вече учащ в НПМГ, и Станислав Христов от Бургас). Българският отбор участва на Световната учениническа олимпиада, организирана от Световната географска асоциация в град Квебек Сити, Канада. Отборът остава без спечелен медал.
- 2019 – След проведен допълнителен кръг по английски език се сформира отбор от 4 души, който участва на Световната учениническа олимпиада, организирана от Световната географска асоциация в град Хонконг, Китай. Със сребърни медали завършват Дилян Пенев от Варна и Стефан Иванов от Бургас, а за достойното представяне на отбора допринасят Теодор Костов от Варна и Антонио Георгиев от Благоевград.
- 2021 – заради здравната ситуация през 2020 г. олимпиадата в град Истанбул, Турция е отменена за следващата година, като впоследствие става ясно, че тя ще се проведе онлайн. След проведен допълнителен кръг по английски език[5] се сформира отбор от 4 души, който участва на Онлайн световната учениническа олимпиада, организирана от Световната географска асоциация и домакините от турска страна. На тази олимпиада Българският национален отбор за първи път успява да спечели медали и от четиримата си участници, като завоюва и първия си златен медал в лицето на Теодор Костов от Варна. Със сребърни медали се окичват Антонио Георгиев от Благоевград и Даниел Димитров от Варна, а с бронз завършва Атанас Иванов от НПМГ София.[6]

## Национална комисия по география
Националната комисия по география е организационен орган, сформиращ се със заповед на министъра на образованието и науката. Той определя регламента и етапите на олимпиадата, подготвя въпросите и организира самото провеждане на олимпиадата. От създаването на олимпиадата до 2010 председател на комисията е проф. д-р Румен Пенин, преподавател в катедра „Ландшафтознание и опазване на природната среда“ към ГГФ на СУ. От 2011 е назначен нов състав на комисията и нов председател в лицето на доц. д-р Александър Сарафов, преподавател в катедра „Ландшафтознание и опазване на природната среда“ към ГГФ на СУ. През 2017 за председател на комисията е избрана доц. д-р Вера Николова, преподавател в катедра „География на туризма“ към ГГФ на СУ.